# La France
La France byla francouzská neztužená vzducholoď, první, která se dokázala vrátit na místo startu i proti větru. Poprvé vzlétla 9. srpna 1884. Jednalo se o vládou financovaný projekt, realizovaný příslušníky balónových jednotek.
Konstruktéry byli kapitáni francouzských vzduchoplaveckých oddílů Charles Renard a Arthur Krebs. Pohonnou jednotku tvořil elektromotor s dvoulistou tažnou vrtulí o průměru 7 m, který zajišťoval vzducholodi rychlost 20 km/h. Životnost baterií byla však omezená a rychlost umožňovala vzdorovat jen slabému vánku. 
K prvnímu letu odstartovala ze vzduchoplaveckého arzenálu v Chalais Meudonu, uletěla vzdálenost 7,6 km za 23 minut a smyčkou se vrátila na místo vzletu. Pilotovali ji její konstruktéři Renard a Krebs. Vzlétla ještě sedmkrát, z toho pětkrát byla schopná vrátit se na místo startu. 
La France inspirovala Julese Vernea, který velmi podobný stroj popsal v románu Robur Dobyvatel. Podnítila také Ferdinanda von Zeppelina k prosazování vzducholodí jako zbraně v Německu.

## Technické údaje
- Délka: 50,4 m
- Průměr: 8,4 m
- Objem: 1864 m³

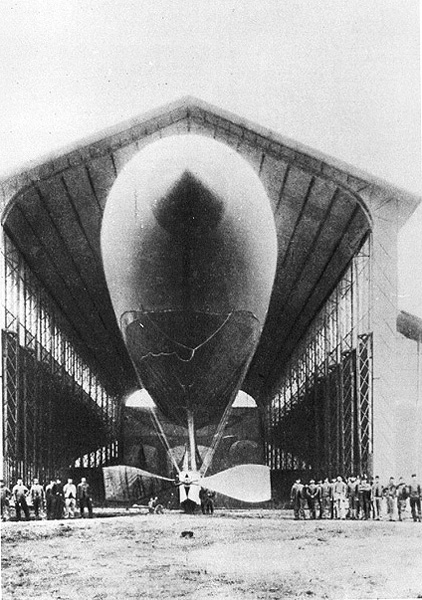
La France v hangáru v Chalais Meudonu

- Pohonná jednotka: elektromotor principu Gramme o výkonu 6,3 kW (8,5 k)
- Maximální rychlost: 20 km/h